# Droga krajowa 41
Die Droga krajowa 41 (kurz DK41, pol. für ,Nationalstraße 41‘ bzw. ,Landesstraße 41‘) ist eine Landesstraße in Polen. Sie führt von Nysa in südöstlicher Richtung über Prudnik bis zum polnisch-tschechischen Grenzübergang bei Trzebina. Die Gesamtlänge beträgt 34,9 km.

## Geschichte
Der Abschnitt des heutigen Straßenverlaufs zwischen Nysa und Prudnik ist ein Teilstück der ehemaligen Reichsstraße 115, die von Görlitz bis nach Pyskowice (Preiskretscham) führte. Der Abschnitt wurde durch das polnische Straßengesetz vom 10. Dezember 1920 zum Teil der  Staatsstraße 245 erklärt. Nach der Neuordnung des polnischen Straßennetzes im Jahr 1985 wurde dem heutigen Abschnitt zwischen Prudnik und der tschechischen Grenze die Landesstraße 413 zugeordnet. Der Abschnitt zwischen Nysa und Prudnik wurde nicht als Landesstraße gekennzeichnet. Mit der Reform der Nummerierung vom 9. Mai 2001 entstand aus den beiden Abschnitten die neue Landesstraße 41.

## Wichtige Ortschaften entlang der Strecke
- Nysa
- Wierzbięcice
- Prudnik